# Equação Nernst–Planck
A equação de Nernst–Planck é uma equação de conservação de massa usada para descrever o movimento de espécies químicas em um meio fluido. Descreve o fluxo de íons sob a influência conjunta de um gradiente de concentração iônica {\displaystyle \nabla c} e de um campo elétrico {\displaystyle E=-\nabla \phi }. Ela estende a lei de Fick da difusão para o caso onde as partículas em difusão são também movidas em relação ao fluido por forças eletrostáticas. Se as partículas em difusão são elas mesmas carregadas, influenciam o campo elétrico em movimento.
A equação de Nernst–Planck é dada por:
{\displaystyle {\frac {\partial c}{\partial t}}=\nabla \cdot \left[D\nabla c-uc+{\frac {Dze}{k_{B}T}}c\nabla \phi \right]}
Onde t é tempo, D é a difusividade das espécies químicas, c é a concentração das espécies, e u é a velocidade do fluido, z é a valência das espécies iônicas, e é a carga elementar, {\displaystyle k_{B}} é a constante de Boltzmann e T é a temperatura.
A força que em média uma partícula componente i seja submetida, é proporcional ao gradiente do campo elétrico Φ e do potencial químico μi:
{\displaystyle \mathbf {F} _{i}=K_{\text{quimico}}\ \nabla \mu _{i}+K_{\text{eletrico}}\nabla \Phi }
O fluxo material específico, j do i-ésimo componente é encontrado por:
{\displaystyle \mathbf {j} _{i}=D_{i}^{*}\,\mathbf {F} _{i}\,c_{i}}

## Aplicações
A equação de Nernst–Planck é aplicada na descrição da cinética de troca de íons em solos.